# Verlag E. Dorner
Der Verlag E. Dorner ist ein österreichischer Verlag. Er vertreibt Schulbücher, Lernhilfen und Lernsoftware. Heute gehört der Verlag zur in Braunschweig ansässigen Westermann Gruppe.

## Geschichte
Der Verlag wurde im Jahr 1988 in Wien als Gesellschaft mit beschränkter Haftung gegründet gegründet und anfangs operativ von Heinz K. Hännl, Waldemar Pesendorfer und Elisabeth Zerlauth geleitet. Von Beginn an war er konsequent auf die Entwicklung und Produktion zeitgemäßer Bildungsmedien ausgerichtet.
Im Jahr 2003 wurde die 1973 gegründete Wiener Tochterfirma der Westermann Gruppe Georg Westermann Verlagsgesellschaft mbH in den Verlag E. Dorner integriert und erweiterte mit seinem Geographie- und Kartographiesektor die Produktpalette des Verlages. Gleichzeitig übernahm Elisabeth Zerlauth die alleinige Geschäftsführung. In Folge entwickelten sich die seit 2012 unter dem Dach westermann wien zusammengeschlossenen Verlage E. Dorner und Jugend & Volk kontinuierlich zu einem der größten Bildungsmedienanbieter Österreichs, der mit seinem Angebot nahezu sämtliche Unterrichtsfächer, Schulstufen und Schularten anspricht.
Seit dem 1. Januar 2016 leitet die vorherige Jugend & Volk-Geschäftsführerin Iris Blatterer zusätzlich den Verlag E. Dorner. Elisabeth Zerlauth schied zum 31. Dezember 2015 aus dem Unternehmen aus.

## Bekannte Produkte
- Diercke Weltatlas Österreich – Atlanten für den Unterricht in Österreich[3]
- Linder Biologie – Biologie Werk[4]
- BiBox – digitales Unterrichtspaket für Volksschule, Sekundarstufe und berufliche Bildung
- OMNIA – Schularbeiten- und Arbeitsblattgenerator für Sekundarstufe und berufliche Bildung